# Orophaca
Orophaca là một chi thực vật có hoa trong họ Đậu.